# Бурсацкий спуск
Бурса́цкий спуск (укр. Бурсацький узвіз) — один из самых известных спусков города Харькова. Находится в центре города, административно — в Шевченковском районе. Название получил от бурсы (Харьковской духовной семинарии), находившейся в нынешнем здании академии культуры.
Расположен между двумя станциями метро — «Исторический музей» и «Центральный рынок». Спуск следует от площади Конституции до реки Лопань. Протяжённость спуска составляет 500 метров. Спуск пересекается с Клочковской улицей, а затем выводит от площади Конституции прямо к реке Лопань, и далее — через Пискуновскую улицу — следует до Центрального рынка.
Спуск крутой — его крутизна превышает десять градусов. Параллельно Бурсацкому спуску на расстоянии 300 метров от него к югу следует аналогичный Соборный спуск.
Своё название спуск получил в связи с сооружением на его территории бурсы, открытой при Харьковском коллегиуме в 18 ст. Здание бурсы было построено в 1773 году. Оно представляло собой большой каменный одноэтажный дом, в котором находились классные комнаты и жили бурсаки, в основном дети-сироты. В 1825 году здание значительно расширили, а через 60 лет полностью перестроили. В 60-х — 80-х годах 19 ст. Бурсацкий спуск назывался также Семинарской горкой. В 30-х годах 19 века спуск стал одной из важных магистралей, связывавших Нагорную и Залопанскую части города. Однако городская дума долгое время не уделяла никакого внимания благоустройству спуска. И местным жителям приходилось самим ремонтировать пришедшую в негодность дорогу. Только лишь в 1864—1866 годах спланировали спуск. По нему и мосту через Лопань установили кратчайшее сообщение с одним из наибольших рынков — Благовещенским (ныне Центральным). В это время на спуске были построены небольшие частные каменные домики, а улицу стали озеленять. В 1893—1897 гг. на спуске разбили сквер.
В 1918 году, в период немецкой оккупации, в здании бывшей бурсы находился подпольный Харьковский губернский революционный комитет. В 1925 году, как факультет политического просвещения при Харьковском институте народного образования (теперешний Харьковский национальный университет), был основан Харьковский государственный институт культуры (ныне Харьковская государственная академия культуры).

## В художественной литературе
Бурсацкий спуск

Он от участка в речку прямо к базару грязному идёт.

Ах, надо переулок тот давно назвать «Бурсацкой ямой»…

Его так часто от дождей водою сильно размывало,

что массу на него рублей управа наша издержала.

Чтоб сумму ту вернуть большую, необходимо здесь открыть

зимою горку ледяную и весь доход употребить

на то, чтоб этот спуск исправить и от воды его избавить.— Иванов Василий (Шпилька), «Путеводитель по Харькову», 1890

## См. также

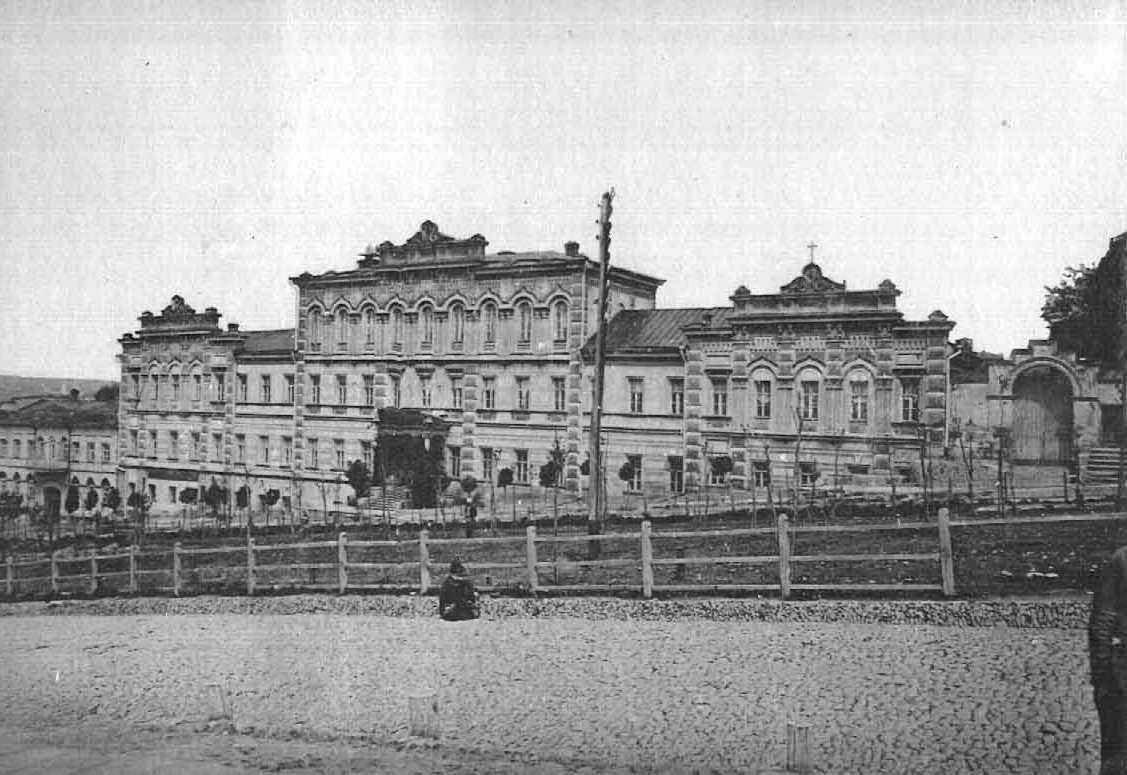
Харьковская бурса, начало XX века